# Roncofreddo
Roncofreddo ist eine italienische Gemeinde (comune) mit 3453 Einwohnern (Stand 31. Dezember 2023) in der Provinz Forlì-Cesena in der Emilia-Romagna. Die Gemeinde liegt etwa 30 Kilometer südöstlich von Forlì und etwa 12 Kilometer südöstlich von Cesena.
Die Burg von Sorrivoli stand anfangs unter der Herrschaft der Erzbischöfe von Ravenna, die 971 den Grafen Rudolf von Rimini damit belehnten. 1001 fiel sie wieder an die Kirche, die sie als Stützpunkt nutzte, um die Unabhängigkeitsbestrebungen der Stadt Cesena einzuhegen. 1318 belagerten die Bürger von Cesena die Burg und nahmen den bischöflichen Vikar gefangen. 1357 unterwarf der Kirchenstaat Cesena. Von 1379 bis 1465 kam Cesena unter die Herrschaft der Familie Malatesta und fiel 1465 wieder an den Kirchenstaat. Der Erzbischof belehnte 1527 die Familie Sorrivoli mit der Herrschaft, die bis zu ihrem Aussterben 1858 im Besitz der Burg blieb. Die Burg mitsamt ihrer Kapelle wurde an die Familie Allocatelli-Fabbri verkauft, die sie 1944, nach der Bombardierung der örtlichen Kirche, der Kirchgemeinde schenkte.

## Einzelnachweise

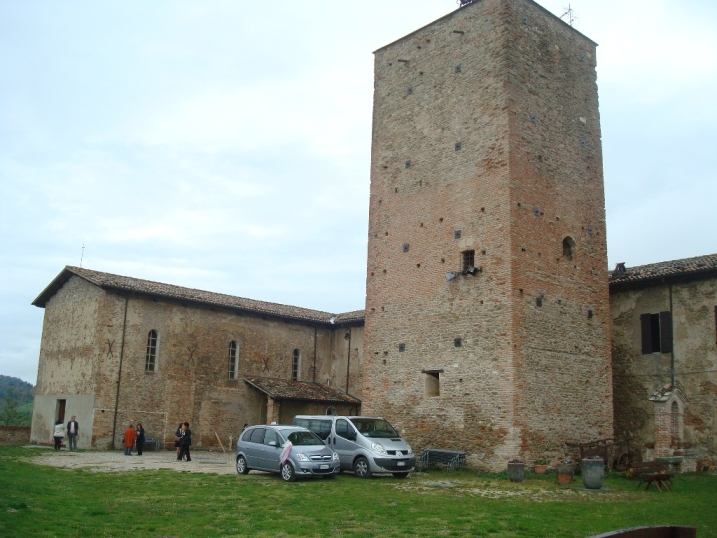
Die Burg von Sorrivoli